# Xumiltepec
Xumiltepec är en ort i Mexiko.   Den ligger i kommunen Ahuacuotzingo och delstaten Guerrero, i den sydöstra delen av landet, 190 km söder om huvudstaden Mexico City. Xumiltepec ligger 1 427 meter över havet och antalet invånare är 294.
Terrängen runt Xumiltepec är huvudsakligen kuperad, men åt sydost är den bergig. Terrängen runt Xumiltepec sluttar västerut. Runt Xumiltepec är det glesbefolkat, med 18 invånare per kvadratkilometer. Närmaste större samhälle är Alpuyecancingo de las Montañas, 4,8 km söder om Xumiltepec. I omgivningarna runt Xumiltepec växer huvudsakligen savannskog.